# Vaccí contra la tos ferina
El vaccí contra la tos ferina és una vacuna que protegeix contra la tos ferina. Va ser desenvolupada l'any 1926 per la pediatra estatunidenca Leila Denmark. Es troba inclòs a la Llista de Medicaments Essencials de l'Organització Mundial de la Salut, que detalla els medicaments més necessaris, efectius i segurs en un sistema sanitari.

## Descripció
Hi ha dos tipus principals: vacunes cel·lulars i acel·lulars. La vacuna cel·lular sencera té una eficàcia del 78%, mentre que la vacuna acel·lular és del 71-85%. Sembla que l'eficàcia de les vacunes disminueix entre un 2% i un 10% anual, amb una disminució més ràpida en les vacunes acel·lulars. Vacunar la mare durant l'embaràs pot protegir el nadó. S'estima que la vacunació va salvar més de 500.000 vides només l'any 2002. L' Organització Mundial de la Salut i els Centres per al Control i la Prevenció de Malalties recomanen que tots els nens siguin vacunats contra la tos ferina i que s'inclogui en les vacunacions rutinàries. Normalment es recomanen tres dosis, a partir de les sis setmanes d'edat, en nens petits. Es poden donar dosis addicionals a nens grans i adults. La vacuna només està disponible en combinació amb altres vacunes, com per exemple la diftèria i el tètanus.
Les vacunes acel·lulars s'utilitzen amb més freqüència als països desenvolupats, pels menors efectes secundaris. Entre el 10 i el 50% de les persones vacunades amb la vacuna de cèl·lules senceres poden presentar colrament al lloc de la injecció i febre. Es poden produir convulsions febrils i períodes llargs de plor en menys de l'1% de les persones. Amb la vacuna acel·lular, es pot produir un breu període d'inflamació lleu del braç. Els efectes secundaris en ambdós tipus de vacunes, però sobretot en la vacuna de cèl·lules senceres, són menors en infants. La vacuna cel·lular sencera no s'ha d'utilitzar després dels 7 anys d'edat. Cap dels dos vaccins està associat a problemes neurològics a llarg termini.

## Història
La primera vacuna contra la tos ferina va ser desenvolupada el 1926 per la pediatra estatunidenca Leila Denmark, que incloïa els bacteris Bordetella pertussis per cèl·lules senceres, inactivats químicament. Pearl Kendrick, Loney Gordon i Grace Eldering van estudiar la malaltia a la dècada del 1930, desenvolupant i executant el primer estudi a gran escala d'una vacuna reeixida per a la malaltia. Fins a principis de la dècada del 1990, es va utilitzar com a part del vaccí DTwP per a la immunització dels nens. Tanmateix, contenia endotoxines (lipooligosacàrids superficials) que produïen efectes secundaris.